# Festival Internacional de Cinema de Berlim 1978
A 28ª edição anual do Festival Internacional de Cinema de Berlim foi realizado entre os dias 22 de fevereiro a 5 de março de 1978. Foi o primeiro ano em que o festival foi realizado no mês de fevereiro. O júri concedeu o Urso de Ouro a três filmes espanhóis, dentre eles: o curta-metragem Ascensor, de Tomás Muñoz, e os longas-metragens La palabras de Max e Las truchas, ambos de Emilio Martínez Lázaro e José Luis García Sánchez.

## Júri
As seguintes pessoas foram anunciados como jurados do festival:
- Patricia Highsmith (chefe do júri)
- Sergio Leone
- Theodoros Angelopoulos
- Jacques Rozier
- Konrad Wolf
- Frieda Grafe
- Antonio Eceiza
- Ana Carolina Teixeira Soares
- Larisa Shepitko

## Filmes em competição
Os seguintes filmes competiram pelo prêmio Urso de Ouro:
| † | Vencedor do prêmio principal de melhor filme em sua seção |
| Título                                                                  | Diretor(es) | País                      |
| ----------------------------------------------------------------------- | --- | ------------------------- |
| A Queda                                                                 | Ruy Guerra · Nelson Xavier | Brasil                    |
| Apám néhány boldog éve                                                  | Sándor Simó | Hungria                   |
| Avantazh                                                                | Georgi Djulgerov | Bulgária                  |
| Biryuk                                                                  | Roman Balayan | União Soviética           |
| Bröderna Lejonhjärta                                                    | Olle Hellbom | Suécia                    |
| Co jsme udělali slepicím                                                | Josef Hekrdle · Vladimír Jiránek | Checoslováquia            |
| The Contraption                                                         | James Dearden | Reino Unido               |
| Deutschland im Herbst                                                   | Alf Brustellin · Hans Peter Cloos · Rainer Werner Fassbinder · Alexander Kluge · Beate Mainka-Jellinghaus · Maximiliane Mainka · Edgar Reitz · Katja Rupé · Volker Schlöndorff · Peter Schubert · Bernhard Sinkel | Alemanha                  |
| El brigadista                                                           | Octavio Cortázar | Cuba                      |
| Esqimo Limon                                                            | Boaz Davidson | Israel                    |
| Flammende Herzen                                                        | Walter Bockmayer · Rolf Bührmann | Alemanha                  |
| Flores de papel                                                         | Gabriel Retes | México                    |
| Jörg Ratgeb – Maler                                                     | Bernhard Stephan | Alemanha                  |
| La fine del mondo nel nostro solito letto in una notte piena di pioggia | Lina Wertmüller | Itália · Estados Unidos   |
| Ascensor                                                                | Tomás Muñoz | Espanha                   |
| La palabras de Max                                                      | Emilio Martínez-Lázaro | Espanha                   |
| Las truchas                                                             | José Luis García Sánchez | Espanha                   |
| Moritz, lieber Moritz                                                   | Hark Bohm | Alemanha                  |
| Opening Night                                                           | John Cassavetes | Estados Unidos            |
| Outrageous!                                                             | Richard Benner | Canadá                    |
| Pas koji je voleo vozove                                                | Goran Paskaljević | Iugoslávia                |
| Rhinegold                                                               | Niklaus Schilling | Alemanha                  |
| The Serpent's Egg                                                       | Ingmar Bergman | Estados Unidos · Alemanha |
| Shatranj Ke Khilari                                                     | Satyajit Ray | Índia                     |
| Śmierć prezydenta                                                       | Jerzy Kawalerowicz | Polônia                   |
| Toi ippon no michi                                                      | Sachiko Hidari | Japão                     |
| Une page d'amour                                                        | Maurice Rabinowicz | Bélgica · França          |
| Une vieille soupière                                                    | Michel Longuet | França                    |

## Prêmios
Os seguintes prêmios foram concedidos pelo júri:
- Urso de Ouro:
  - Las palabras de Max de Emilio Martínez Lázaro
  - Las truchas de José Luis García Sánchez
  - Ascensor de Tomás Muñoz (short film)
- Urso de Prata — Grande Prêmio do Juri: A Queda de Ruy Guerra e Nelson Xavier
- Urso de Prata de Melhor Diretor: Georgi Djulgerov por Avantazh
- Urso de Prata de Melhor Atriz: Gena Rowlands em Opening Night
- Urso de Prata de Melhor Ator: Craig Russell em Outrageous!
- Urso de Prata de melhor excelência artística:
  - Śmierć prezydenta de Jerzy Kawalerowicz
  - El brigadista de Octavio Cortázar
- Reconhecimento Especial: Deutschland im Herbst
- Prêmio FIPRESCI
  - My Father's Happy Years de Sándor Simó